# Saraqeb
Saraqeb (en arabe : سراقب, Sarāqib)  également orthographié Saraqib, ou Sarāqib selon la norme DIN 31635) est une ville dans le nord-ouest de la Syrie, rattachée administrativement au gouvernorat d'Idlib et située à l'ouest de la ville du même nom. Son altitude est 370 mètres. Le site antique d'Ebla est situé à cinq kilomètres au sud de la ville.
Selon le recensement de 2012, la ville comptait 34 231 habitants. La ville est le centre d'un Nahié comprenant 24 localités, avec une population totale de 88 076 en 2004. Ses habitants sont majoritairement musulmans sunnites.
Elle ne doit pas être confondue avec le village portant le même nom et situé dans la même province.

## Histoire
Une grande communauté Nawar habitait à Saraqeb au cours de la période ottomane. Saraqeb est connue pour son coton et sa broderie. Le 26 février 1959, l'ancien président égyptien Gamal Abdel Nasser s'adresse aux habitants de la ville, dans un discours commémorant l'union entre l'Égypte et la Syrie formant la République arabe unie.

### Guerre civile syrienne
Lors de la rébellion au début de la guerre civile en syrie, les premières manifestations contre le gouvernement de Bachar el-Assad débutent le 25 mars 2011. En avril 2011, la ville se soulève. Selon l'Observatoire syrien des droits de l'homme, les forces de sécurité syriennes ont arrêté plus de 200 personnes, soupçonnées de s'opposer au gouvernement après leur intervention du 11 août 2011.
L'Armée syrienne libre contrôle totalement la ville à la suite de combats le 2 novembre 2012. Saraqeb occupe une situation stratégique, étant à l'intersection des routes vers Alep, Damas et Lattaquié.
Le 29 avril 2013, une attaque aérienne au sarin tue une femme et fait 10 blessés, tous civils,.
Le 2 août 2016, l'Observatoire syrien des droits de l'homme fait état de 24 cas de suffocation dans la ville de Saraqeb.
Le 23 janvier 2017, Ahrar al-Cham prend le contrôle de Saraqeb et évince Jabhat Fatah al-Cham.
Le 18 juillet 2017, la population de Saraqeb participe pour la première fois à des élections, afin d'élire les nouveaux membres du conseil local. Environ 2 500 personnes, dont un quart de femmes, se rendent aux urnes ; soit un taux de participation de 55 %. Les djihadistes du Hayat Tahrir al-Cham pénètrent le lendemain dans la ville, arrachent le drapeau de l'opposition syrienne et tuent un journaliste.
Le 19 juillet 2017, Hayat Tahrir al-Cham prend la ville et expulse Ahrar al-Cham. Des milliers de personnes sortent alors dans la rue pour réclamer leur départ.
Le 21 juillet, les djihadistes se retirent. La ville est alors tenue par le Front des révolutionnaires et la police locale.
En septembre 2017, la ville est bombardée dans le cadre d'une offensive loyaliste, appuyée par l'aviation russe à Idlib et à Hama.
Le 4 février 2018, une attaque au chlore au moyen d'hélicoptères ou d'avions sur Saraqeb fait 10 morts et 5 blessés par asphyxie.
L'armée arabe syrienne entre dans la ville de Saraqeb le 5 février 2020 et la reprend entièrement le 8 février. La ville est ensuite reprise par les rebelles le 27 février. La ville est à nouveau reprise par l'armée syrienne le 2 mars, puis reprise par les rebelles le 29 novembre 2024.

## Sport
Le club de football local, fondé en 1980, joue en deuxième division.

## Personnalités
- Roman Filipov (1984-2018), pilote militaire russe mort à Saraqeb.